# Lumbricillus similis
Lumbricillus similis är en ringmaskart som beskrevs av Shurova 1977. Lumbricillus similis ingår i släktet Lumbricillus och familjen småringmaskar. Inga underarter finns listade i Catalogue of Life.